# Yvonne Hakim-Rimpel
Pour les articles homonymes, voir Hakim.
Yvonne Hakim-Rimpel, née en 1906 à Port-au-Prince à Haïti et décédée le 28 juin 1986, est une militante féministe et journaliste haïtienne.

## Biographie
Yvonne Hakim-Rimpel est née en 1906 à Port-au-Prince de Marie Louise Horatia Benjamin et de Eli Abdallah Hakim. Très jeune, à l’âge de 14 ans, elle est contrainte d’épouser le fiancé que ses parents ont choisi pour elle. De ce mariage, elle a 4 enfants, dont un mort-né. Elle divorce une première fois, se remarie 2 fois par la suite et a 5 autres enfants. En continuant et terminant seule son éducation, Yvonne Hakim-Rimpel s’affranchit des normes sociales et des règles dictées par ses parents, en fréquentant notamment des salons littéraires. Influencée par Paul Savain, elle suit finalement des études dans une école de droit.

## Engagements féministes
En 1934, elle co-fonde la Ligue féministe d’action sociale, la première association féministe d’Haïti, dont elle est une militante active. La ligue promeut l’émancipation des femmes et leur égalité par diverses actions, comme des réunions, manifestations et pétitions (comme pour l’accès des femmes à la scolarité) mais également des actions plus concrètes et directes, telles qu’une éducation civique pour les femmes, des dispenses de cours du soir pour les femmes ouvrières et l’ouverture de bibliothèques.
En 1935 émerge de la Ligue un journal, La Voix des femmes, journal d’expression pour les femmes, dont Yvonne Hakim-Rimpel est une des principales rédactrices. En 1951, elle fonde L’Escale, un bimestriel se voulant totalement libre où elle s’exprime ou critique notamment des écrivains, des journalistes et des hommes politiques. Elle se mobilise également fortement, au travers de sa Ligue, pour l’élargissement du droit de vote des femmes, dont le résultat sera l’obtention de l’égalité politique entre les hommes et les femmes en août 1957, et donc du droit de vote aux femmes.

## Élections présidentielles de 1957
En 1957 se tiennent des élections présidentielles à Haïti, durant lesquelles elle dénonce les agissements du général Kebreau. Ce coup de projecteur permet d’assurer la montée au pouvoir de François Duvalier. Mais dans l’ultime numéro de l’Escale, la même année, elle critique vivement le gouvernement mis en place après une affaire d’arrestation,.

## Affaire Hakim-Rimpel
Une nuit de janvier 1958, alors qu’elle est chez elle avec ses enfants, Yvonne Hakim-Rimpel est victime d’une violente agression : elle et ses deux filles sont tabassées, puis Yvonne est enlevée. Elle est retrouvée le lendemain sur une route et présente des blessures et des traces d’agression sexuelle. Cet événement fait suite à la parution de sa critique du gouvernement. Les hommes envoyés chez Yvonne Hakim-Rimpel auraient agit sous les ordres de Duvalier, alors à la tête du pays. L’évènement est médiatisé et la Ligue féministe d’action sociale s’indigne en publiant une note de protestation signée par 36 femmes. Par la forte mobilisation de la ligue, d’associations humanitaires et de la presse, une enquête est ouverte quatre mois après les faits ; une enquête fermée quelque temps après par manque de preuves.
Deux mois d’hospitalisation sont nécessaires à Yvonne Hakim-Rimpel pour se rétablir, à la suite de quoi elle garde le silence jusqu’à sa mort, le 28 juin 1986.

## Mort
Elle décède le 28 juin 1986 d’une crise cardiaque, quelque temps après avoir faits ses adieux à la presse, qui sont aujourd’hui perdus. Dans la Rue Camille-Léon à Port-au-Prince, adresse à laquelle elle vivait, se trouve un graffiti réalisé en sa mémoire.